# Бандурове (Голованівський район)
Банду́рове — село в Гайворонській громаді Голованівського району Кіровоградської області України. Населення становить 1326 осіб.
Розташоване на мальовничих берегах річки Яланець. Через село пролягає автошлях Умань-Балта Р71. Біля села розташований орнітологічний заказник — «Бандурівські ставки».

## Історія
За переказами, село одержало назву від імені першого поселенця Бондура, який мав тут хутір. Згодом неподалік поселилися два козаки: Наливайко і Гудим. З часом утворилося три суміжні поселення: Старо-Бондурова, Наливайківка і Гудимівка. Коли хутори злились в один населений пункт, йому дали назву Бондурова.

### Місцевість
По обидва береги невеликої річки Яланець на довгі 6 км розкинулося село Бандурове. Село розташоване за 15 км на південь від районного центру Гайворон, а також за 15 км від залізничної станції Хащувате, на межі трьох областей: Одеської, Вінницької та Кіровоградської. Через село проходить траса Балта — Умань, щоденні рейси здійснює автобус.
Перша згадка про населений пункт з назвою Бондарова згадується у дослідженнях Петра Данилевського про торгові шляхи по річках Яланець, Буг, Синюха. У його праця згадується переправа Сави Бондаря. Біля річки був невеликий гостьовий двір, де могли зупинятися проїжджі для відпочинку та щоб поміняти коней. У дворі були викопані погреби, де знаходилися великі запаси льоду у яких можна було зберігати свої товари: м'ясо, рибу. Ці питання вивчалися істориком-археологом Антоном Ковалем родом з Улянівського району. А у дослідженнях Адася Стравінського «Життя та побут народів Надбужжя та Межибужжя» згадується переправа через Буг — Казавчин і переправи через Яланець — Бондарова та Камінна. Ці назви підтверджують, що мова іде саме про друге село.
Місцевість села Бандурове знаходилася на межі лісостепової зони, була покрита великими мішаними лісами. В низині протікає річка багата на рибу. В деяких місцях береги річки густо покриті очеретами та осокою. У верхній частині береги болотисті і навіть сьогодні між Старинцями та Московчиною не можна перейти річку, яку жителі називають «Гнилою». Це підтверджує, що колись тут могли бути непрохідні болота. У річку впадало багато струмків. По ярах та вибалках було багато джерел із смачною, чистою водою. Ґрунти навколо були родючі. Місце привабливе для поселення і, незважаючи на небезпеку постійних набігів турків та татар, у XVII столітті поступово починає заселятися.

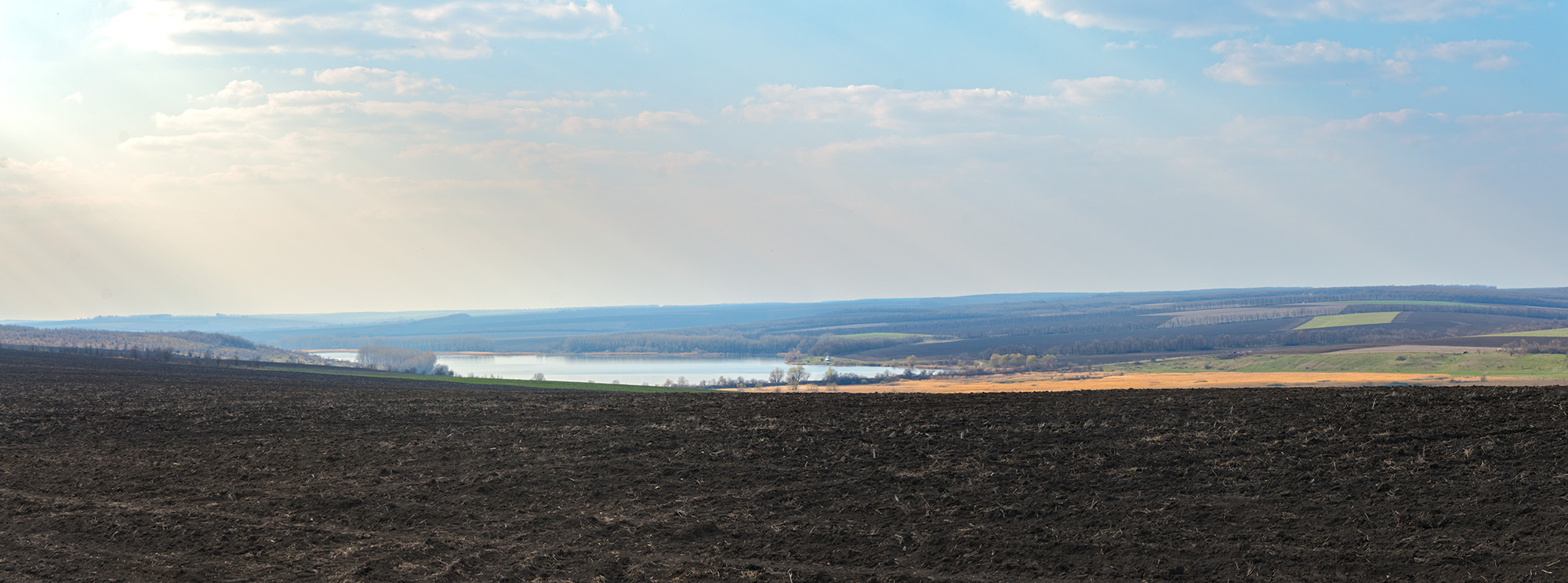

### Заснування села

#### Старинці
Першим на цій землі поселився чоловік на ймення Данило. Він заснував хутір, який пізніше назвали Старинцями. Можливо ця назва походить від того, що саме на цьому кутку поселилися старовіри. Певний час, навіть за радянських часів, у селі існувала община старовірів. Біля хутора Данила поступово почали селитися інші люди. Жителі займалися землеробством. Розчищали ліси, волами та кіньми орали землю, сіяли жито, пшеницю, інші культури. Незаймані ділянки покриті густою соковитою травою сприяли розвитку скотарства. Корови, кози, та вівці паслися по долині річки та на лісових галявинах. У лісі було багато дичини, в річці — риби. Селяни збирали мед, топили віск. Все це ставало товаром. Береги річки густо поросли хмелем. Шишечки хмелю також користувалися попитом і були товаром для продажу. За легендою Данило майстерно грав на бандурі, чим став відомий у навколишніх поселеннях. За іншою версією Данило, маючи хист роботи з деревиною, прославився своїми виробами на всю округу. Особливо гарно виходили у діда бочки, які він робив для різних потреб. Підтвердженням цієї версії є згадка в архівних документах  про те, що люди з Умані замовляли бочки у Бондурові. Для квасинини, для вина, для меду, для зберігання різних продуктів міцні та добротні виходили бочки. У середині ХХ століття у селі проживало багато умільців, які майстрували бочки, діжки, цеберки, кухлі та інші вироби. Таких майстрів називали бондарями, а ремесло бондарством. Досить поширене прізвище в селі — Бондар. Більше трьох десятків родин проживало в селі в 50-х роках минулого століття. І до сьогодні проживають у селі Бондарі.

#### Гудимівка та Наливайківщина (Кутяна)
Спочатку село було глухим, загубленим серед глибоких ярів та балок, густо порослих лісами. Поступово серед селян виділялися заможні, навіть багаті, яким ставало тісно в селі. Вони розселяються хуторами навколо. У XVIII столітті в місцевості поселилися козаки Гудим та Наливайко. Гудим заснував хутір на лівому березі Яланця. Біля нього невдовзі почали селитися родичі та інші люди. За цією територією закріпилася назва Гудимівка, яка зберігається і нині. Напроти поселення Гудима через річку заснував свій куток козак Наливайко. Довгий час ця місцевість називалась Наливайківщиною. Пізніше, після польського повстання 1830 року, коли до села переселили жителів Каташина, Косівки, Гербіни цей куток прозвали Кутяна. Так і по сьогодні носить куток цю назву.

#### Московщина
Найпізніше заселився куток, що отримав назву Московщина. У першій половині ХІХ століття до села повернулися чоловіки, які прослужили у царській армії по 25 років. Це Моргач Авраам, Шевчук Остафій, Довгань Давид. Вони мали право отримати у власність 3 десятини землі і на деякий час звільнитися від сплати податків. Солдатів називали москалями. Землю їм виділили на правому березі Гнилої річки у підніжжя пагорбів, що називають Боброві гори.  На інших кутках цю територію прозвали Московщиною.

### Духовне життя
Поступово кутки розросталися, жителів ставало більше і деякий час тут існували три суміжних поселення: Старобандурова на території якої була переправа через річку, біля переправи збирався раз у тиждень ярмарок, на який сходилися селяни з навколишніх сіл та хуторів; Гудимівка та Наливайківщина. До 1845 року кожне поселення мало свою церкву: Різдвяно-Богородицька (Гудимівка), Дмитрівська (Наливайківщина) і Свято-Покровська (Старо Бандурова). Ці відомості було знайдено у «Трудах Подольского епархиального историко-статестического комитета»  під редакцією священника Є. Сіницинського, випуск 9. У 1845 році два храми було закрито і залишено один, але до нашого часу жителі Кутяної та Московщини відзначають храмове свято саме на Дмитра — 8 листопада. У селі залишилася одна дерев'яна церква Святопокровська, яка за переказами згоріла від удару блискавки. Керівництво військових поселень у 1850 році ухвалило рішення про побудову кам'яної церкви у центрі села. Нову церкву збудували у 1852 році і у 1853 році церкву освятили в ім'я Покрови Божої Матері. Церква зберігала свій вигляд без змін аж до 60-х років ХХ століття. У 1961 році церкву було закрито, місцевий батюшка змушений виїхати із села. У 1979 році будівлю церкви знесли, а цеглинами закидали бордюри по вулицях.

### Освіта
У 70-ті роки XIX століття у трикласній школі навчалося до 70 дітей. У «Трудах Подольского епархиального историко-статистического комитета» під редакцією священика Юхима Сіцінського згадується про однокласне міністерське училище, яке працювало у приході, а в 1897 було відкрито школу грамоти для дівчаток.

### Життя села у II пол. XIX ст.
На початку XIX ст. землі належали польському поміщику Вацлаву Жевуському, маєток якого знаходився у містечку Саврані. Але у 1830 році за участь останнього у польському заколоті, село було конфісковано і передано у казну. У селі була і численна польська громада. Можливо на підтвердження цього можна привести приклад, що у селі по наші дні збереглося багато прізвищ із закінченням –ський, -цький: Маньківський, Бершадський, Маліновський, Шматківський, Цвеліховський та інші. Багато поляків виселили з села, частина самі залишили ці землі, частина воліла мовчати, щоб не звинуватили в заколоті, тому мабуть і не залишилося слідів про ті події. До реформи 1861 року село залишалося державним. Селяни змушені відробляти три дні в тиждень «на казну». Землю обробляли сохою, дерев'яним плугом, лопатою, сапою. У роботі А. Крилова «Населенные места Подольской губернии» було знайдено підтвердження: Бандурове належить державі, дворів — 1036, жителів — 4441, згадується тут і про міністерське училище і про школу грамоти для дівчаток, про наявність церкви і водяного млина. Також вказано, що в селі через кожні два тижні по понеділках проходять базари. За словами старожилів ці базари були великими і славилися на всю округу.

### Село у XX ст.
У 1920 році створено волосний ревком, а в 1929 році — колгоспи імені «Правди», «Хвиля», імені Хрущова. У 1950-х роках вони об'єднались в колгосп «Іскра». Колгоспи очолювали Д. К. Попов, С. М. Продан, П. М. Береза, В. П. Грабова.
На фронтах Другої Світової війни воювало 852 чоловіки, з них 279 нагороджено орденами і медалями. 440 односельців загинуло. Чимало бандурівців брало участь у партизанському загоні «Буревісник», або ж допомагали народним месникам.
Село звільнено від німецьких і румунських загарбників 14 березня 1944 року підрозділами 29 танкового корпусу і 80 гвардійської ордена Суворова Уманської стрілецької дивізії. Загиблим на фронтах односельчанам і воїнам, що звільняли село, споруджено меморіал Слави.

## Населення
Згідно з переписом УРСР 1989 року чисельність наявного населення села становила 2716 осіб, з яких 1156 чоловіків та 1560 жінок.
За переписом населення України 2001 року в селі мешкало 1987 осіб.

### Мова
Розподіл населення за рідною мовою за даними перепису 2001 року:
| Мова       | Відсоток |
| ---------- | -------- |
| українська | 98,48 %  |
| російська  | 1,21 %   |
| молдовська | 0,15 %   |
| болгарська | 0,05 %   |
| вірменська | 0,05 %   |

## Економіка
Сьогодні в Бандуровому діє ФГ «Лан», яке очолює А. Я. Опаленко — 3281 га землі, 6 фермерів обробляють 212 гектарів землі. Є 44 одноосібні господарства — 122 га.
В селі функціонує загальноосвітня школа, Будинок культури, бібліотека, відділення зв'язку, філія Ощадбанку, 2 фельдшерсько-акушерських пункти, дитячий садок, заклади торгівлі і громадського харчування.
На території Бандурівської сільради розташоване лісове урочище «Чагари» та заказник «Бандурівські ставки».

## Персоналії
- Солодкий Никон Дмитрович (23.03.1888 -?) -  воював в загоні отамана Яківа Кощового у 1921 році проти червоних. Потім знаходився в еміграції в Румунії, Бесарабії. У 1923 повернувся в радянську Україну, де був заарештований. Подальша доля невідома [5].
- Т. Ф. Бобко (1914-2000) — повний кавалер ордена Слави
- В. І. Свідовий — доктор медичних наук
- М. І. Цвіліхівський — доктор ветеринарних наук
- І. Пустомельник — кандидат фізико-математичних наук
- Козак Дмитро Миколайович — Віце-Прем'єр-Міністр РФ з проведення Олімпіади, міністр регіонального розвитку уряду Російської Федерації
- Замишляк Григорій Михайлович — Герой Росії, старший прапорщик морської піхоти
- В. М. Антонюк — доктор технічних наук
- В. Ф. Рябоволик — поет

```
Ігор Савич Бондар-професор, кандидат мистецтвознавства, заслужений  працівник  культури України
```